# André Weil
André Weil, född 6 maj 1906, död 6 augusti 1998, var en fransk matematiker, känd för sitt grundläggande arbete inom talteori och algebraisk geometri. Han var en av grundarna till Bourbakigruppen. Filosofen Simone Weil var hans syster.

## Liv
Weil studerade vid Paris, Rom och Göttingen och fick sin doktorsexamen 1928. Under sin tid i Tyskland blev han vän med Carl Siegel. Han tillbringade två akademiska år vid Aligarh muslimska universitet från 1930. Efter ett år i Marseille tillbringade han sex år i Strasbourg. Han gifte sig 1937.
När andra världskriget bröt ut befann sig Weil i Finland. Hans fru återvände till Frankrike utan honom. Vid finska vinterkrigets utbrott arresterades han för misstanke om spionage. Weil återvände snart till Frankrike via Sverige och blev fängslad i Le Havre för att inte ha inställt sig vid inkallelse. Han flyttades senare till Rouen, där han mellan februari och maj 1940 gjorde de verk som skapade hans rykte. 3 maj 1940 blev han dömd till fem års fängelse men bad att få göra militärtjänst istället.
Efter Frankrikes fall åkte Weil och hans familj i januari 1940 från Marseille till New York. Weil tillbringade den återstående delen av kriget i USA, med stöd av Rockefeller- och Guggenheimstiftelsen. Under två års tid undervisade han grundläggande matematik vid Lehigh University. Mellan 1945 och 1947 undervisade han vid universitetet i São Paulo, där han träffade Oscar Zariski. Från 1947 till 1958 undervisade han vid University of Chicago, varefter han tillbringade sin resterande karriär vid Institute for Advanced Study. 1979 mottog han Wolfpriset i matematik.

## Verk
Weil gjorde betydande bidrag inom flera områden, däribland hans upptäckt av en koppling mellan algebraisk geometri och talteori. Detta utgjorde hans doktorandarbete och ledde till Mordell-Weils sats 1928.
Under tiden han var fängslad 1940 bevisade han ett specialfall av Riemannhypotesen för lokala zetafunktioner. De så kallade Weilförmodandena var väldigt inflytelserika kring 1950, och bevisades i stort av Bernard Dwork, Alexander Grothendieck, Michael Artin och Pierre Deligne.